# Ludzeludze
Ludzeludze – inkhundla w dystrykcie Manzini w Królestwie Eswatini. Według spisu powszechnego ludności z 2007 r. zamieszkiwało go 28 355 mieszkańców. Inkhundla dzieli się na siedem imiphakatsi: Ekudzeni, Enkamanzi, Esibuyeni, Esigombeni, Mbekelweni, Usweni, Zombodze.